# José Vasco
José Vasco (Alicante, 1790 - Murcia, marzo de 1844) fue un compositor y maestro de capilla español.

## Vida
José Vasco nació en Alicante, en la provincia de Alicante, en 1790. Se formó musicalmente con el que fue brevemente maestro de capilla interino de la Colegiata de Alicante, José Juan, y el arpista de la capilla de música, Andrés Jover, con el que aprendió piano, órgano y armonía.
Evidentemente tuvo una estrecha relación con la capilla de música de la Colegiata, en la que ingresó como tiple el 18 de julio de 1804. Vasco tenía un fuerte carácter que llevó a una relación difícil con el maestro Joseph Alexandre y los músicos, con diversas faltas de respeto. También hubo problemas con las funciones que él con otros componentes hacían de forma privada para ganar dinero, lo que provocaba que tuviesen que ser suplidos por músicos de la iglesia de Santa María. Vasco fue multado y reprendido, y acabó abandonando el cargo para dirigirse a Gandía, donde ocupó el cargo de organista.
En 1813 regresó a Alicante y el 13 de junio de 1814 fue nombrado tenor de la Colegiata, siendo maestro en ese momento Francisco Pérez Guarner. En 1817 hubo de nuevo problemas de ausencias, por lo que fue despedido y Vasco encontró un puesto de cantor medio racionero en la Catedral de Orihuela.
Tras el fallecimiento de Francisco Pérez Guarner en Madrid, el 11 de octubre de 1822, Vasco escribió una carta ofreciendo sus servicios al cabildo:

El Ciudadano Josef Vasco natural y vecino de esta Ciudad Profesor Filarmonico á VS. con el mayor respeto expone: Que hallandose vacante la plaza de Maestro de la Capilla de esta colegiata de provision de VS. por fallecimiento de Sn Fran.co Perez cree no ser desmerecedor de que VS. lo tenga presente en su provision. Con efecto en cuanto á la suficiencia y capacidad del exponente en la profesión [...] bastaría para persuadirse delo  mismo el haver obtenido el que expone por rigurosa oposición la plaza de Medio Racionero de la Cathedrál de Orihuela que ha estado desempeñando hasta ahora, y en orden a las demás circunstancias no es la de menos peso el ser natural de esta ciudad y merecedor por ello de preferencia con arreglo al reglamento que rige. [...] Y que si por motivos o causales que no están al alcance del que expone, no estimase VS. proveher dicha plaza en propiedad por ahora seria dela mayor satisfacción del exponente que sele considerase para la interinidad sin perjuicio de presentarse á la oposición cuando se acuerde practicarlas.
Memorial de José Vasco, 18 de octubre de 1822

Tanto José Pacheco, como Calixto Pérez Guarner, hermano del fallecido maestro, ofrecieron sus servicios como maestros de capilla de forma gratuita. Calixto fue nombrado maestro, pero de forma interina, ya que las oposiciones celebradas en 1824 las ganó José Vasco.
La capilla de música de la Colegiata de San Nicolás de Alicante pasaba por un muy mal momento económico, lo que apenas permitía pagar los sueldos de los músicos; de hecho, algunos músicos actuaban sin cobrar por su trabajo, lo que produjo numerosos problemas. Tuvo problemas con Calixto Pérez, que acabó por renunciar al cargo y ser sustituido como organista por José Garrigós. De hecho, los músicos de la capilla siguieron quejándose de las decisiones arbitrarias del maestro Vasco, que atentaban contra su dignidad, hasta el punto que en 1839 dimitieron cuatro músicos de sus cargos. En 1834 consiguió mantener el cargo al poder demostrar que se había quedado en Alicante, tras una Real Orden que separaba de su destino a todos aquellos que se ausentaran de la ciudad. En 1842 la capilla de música pasó por su peor momento económico, que se solucionó sacando del reparto del culto el importe del pago a los músicos.
Durante su magisterio participó en la vida cultural de Alicante. Así en 1938 compuso un Himno patriótico a favor de los establecimientos de beneficencia y en 1839 presidió la sección de música y declamación del Liceo Artístico y Literario de Alicante.
A partir de 1841 Vasco comenzó a tener problemas de salud, por lo que se ausentó en diversos momentos para recibir curas en Murcia, hasta 1844, cuando ya no regresó de una cura de tres meses, falleciendo en marzo en la ciudad. Debió ser antes del 26 de marzo, ya que en esa fecha se nombró al sucesor, Vicente Crevea Cortés, que recibió una capilla de música al borde de la desaparición.

[...] ulceración en la espalda derecha resultado de la abertura espontanea de una lupia que ecsistia en dicha region. El caracter rebelde de la mencionada ulcera, y la lentitud conque se efectua su cicatrizacion ha dado lugar a que produzca un infarto en los ganglios linfaticos de la axila o sobaco. Este enfermo está afectado ademas de una irritación crónica de los intestinos, y todos estos padecimientos reunidos obligan al enfermo a observar algunas precauciones, y a sugetarse a un plan de una mudanza de ayres y aguas.
Certificado expedido por el doctor Ildefonso Bergez, 5 de febrero de 1844

## Obra
No se conservan muchas composiciones de Vasco en la Colegiata de San Nicolás. Corresponden en su mayoría a música sacra, a excepción del Himno patriótico. Entre ellas se cuentan Las siete palabras que habló Nuestro Redentor en la Cruz, solo de tenor con acompañamiento de piano; dos Misas a gran orquesta (1824 y 1825); otra Misa a cuatro voces con acompañamiento de órgano; varios villancicos: Del centro de la tierra (1824) , doce Villancicos de calenda; dos motetes, Verbum caro y Nobis datus; Turbas y Pasillos; una Lamentación; Gloria laus; Pasión del Domingo de Ramos; tres misereres; Salmo de nona; varios salmos de vísperas.